# 公理宗
公理宗（英語：Congregationalism，也稱為Congregationalist churches、Congregational churches），又譯美部會，是一個信奉加尔文主義的新教宗派，主要分布在英语世界。在教會組織體制上主張各個教会獨立，會眾實行会众制。目前，公理宗的信仰比較自由化，強調個人信仰自由，尊重個人理解上的差異。
公理宗主张各教堂的会众组成独立教会，并由其教徒公众自治管理，全体信徒对教会事务行使平等权力，民主选举执事，聘任牧师。由于该宗主要从教会的管理体制来划分，故它的一些教堂可能在别的方面又属其他宗派，如浸礼会的一些教堂，也采用公理制的管理体制。公理宗强调信徒民主自治，强调个人信仰自由，认为国家应对各种不同的信仰采取宽容态度。
公理宗起源于16世纪的英国，是针对于英国国教而形成的新教宗派。羅伯特·布朗（Robert Browne, 1550一1633）於1592年著书宣传建立独立于国教的自治教会，不赞成设立统管各教会的上级领导机构（教区制度），仅允许设立各教会自由参加的联谊性机构。全体信徒对教会事务行使平等权力，民主选举执事，聘任牧师。發展不久，便形成稱為公理会的新宗派。

## 美国
當時的英國女王伊麗莎白一世迫害非國教派別，羅伯特·布朗被囚禁，不少公理會成員逃亡荷蘭。1620年，102名流亡者乘五月花號帆船抵達北美新英格蘭地區。其後，新英格蘭地區建立了6個以公理會為官方宗教的殖民地，分別是在马赛诸塞州、康涅狄格、新罕布夏、佛蒙特、緬因、羅得島。
进入20世纪，公理会的影响力急剧下降。1961年美国公理会与福音归正会合并为美国联合基督教会。信徒只有1,296,652人。比19世纪以前的黄金时代已经下降很多。有部份沒有加入美國聯合基督教會的公理宗堂會，另組成National Association of Congregational Christian Churches (NACCC)及Conservative Congregational Christian Conference (CCCC)。

## 中国
美部会於1810年成立。1830年2月25日，裨治文和雅裨理到达广州，美部会是美国第一个来华的差会。裨治文1847年迁至上海，把广州传教工作，让与长老会。1847年，杨顺从暹罗到福州南台，开始创建新教区。1860年柏亭理到天津开创北方传教事业。1883年，喜嘉理自美至香港，次年5月4日他为孙中山施洗。之后喜嘉理又继续在香港、廣州及四邑一帶经营了前後共27年之久。

## 著名人物
- 孫中山
- 艾碧該·亞當斯
- 裨治文
- 伯驾
- 卫三畏
- 雅裨理
- 明恩溥
- 梅子明
- 富善
- 谢卫楼（D.Z.Sheffeild）
- 江载德（L.D.Chapin）
- 谭沃心（1888—1986）